# Радойчич, Никола
Никола Радойчич (серб. Никола Радојчић, Nikola Radojčić; 29 августа 1882, Кузмин, Сремска-Митровица — 12 ноября 1964, Белград) — сербский историк-медиевист, член Сербской королевской АН (1939).

## Биография
Учился в университетах Граца, Вены и Загреба у К. Иречека, М. Мурко и др. В 1906 году в Загребском университете защитил докторскую диссертацию по теме «Два последних Комнина на цареградском престоле» («Dva posljednja Komnena na carigradskom prijestolju»).
В 1908—1920 годах — преподаватель гимназии в Сремских-Карловцах (Воеводина).
Являлся членом-экспертом сербской делегации на Парижской мирной конференции.
В 1920—1941 годах — профессор Люблянского университета.
С 1945 года — сотрудник Института истории Сербской королевской АН и других научных учреждений Югославии.

## Научное наследие
Автор работ по византиноведению, славянской истории и филологии, истории сербской культуры, истории Сербской православной церкви.
Подготовил ряд научных публикаций, в том числе «Законик цара Стефана Душана» (Београд, 1960), «Закон о рудницима деспота Стефана Лазаревића» (Београд, 1962) и др., а также и историографических работ об И. Рувараце (1911), М. Орбини (1950), Й. Раиче (1952) и др.